# میریانا گروس
میریانا گروس (کرواتی: Mirjana Gross; ۲۲ مهٔ ۱۹۲۲ – ۲۳ ژوئیهٔ ۲۰۱۲) نویسنده، تاریخ‌نگار اهل کرواسی بود.